# Alundra 2: A New Legend Begins
Alundra 2: A New Legend Begins (яп. アランドラ2魔進化の謎) — компьютерная игра в жанре action-adventure, разработанная компанией Contrail эксклюзивно для консоли Sony PlayStation. В Японии игра была издана в 18 ноября 1999 года компанией Sony Computer Entertainment, а в Северной Америке и Европе игра была издана компанией Activision в 2000 году.

## Сюжет
Давным-давно единственной напастью королевства Варуна были пираты. Король поддерживал порядок с помощью двух сильнейших мечников королевства — Белгара и Джехана. Но все изменилось, когда в королевстве появился злой колдун Мефисто, а тех двух мечников постигли несчастья (Белгара и его семью убили пираты, а Джихан исчез). Короля похитил коварный барон Диаз, а его самого заменил деревянной куклой. Некогда счастливое королевство погрязло в бедах. Единственной надеждой осталась своевольная дочь Короля, принцесса Алексия. Желая разыскать своего отца, но понимая, что в одиночку ей не справиться, она решает разыскать знаменитого Флинта — 15-летнего охотника на пиратов, разыскиваемого за государственную измену. По неожиданному стечению обстоятельств она находит Флинта в деревушке Пако, где и начинается их загадочное и увлекательное путешествие по королевству Варуна.

## Персонажи
Флинт (англ. Flint) — 15-летний охотник на пиратов. В самой игре не разговаривает, и на все вопросы отвечает либо кивком головы, либо покачиванием. Однако он не нём, например он рассказал Алексии причину своей охоты на пиратов (причина в том, что пираты убили его отца и мать во время нападения на корабль). Неизвестно у кого он обучался искусству владеть мечом, однако с данным орудием он обращается очень неплохо и его навыки совершенствуются. К своим 15 годам заработал титул «Самого опасного охотника на пиратов» (в королевстве пиратов) и «Самого опасного преступника» (в королевстве Варуна) в результате чего охота на него ведётся со всех сторон и находиться рядом с ним опасно. Возможно поэтому он ведёт образ жизни одиночки. Его согласие помочь Алексии иначе как не из «симпатии» или иначе «любви с первого взгляда» не назовёшь.
Принцесса Алексия (англ. Princess Alexia) — 17-летняя принцесса Варуны и странница. После того, как раскрыла обман Диаза о похищении своего отца, и узнав что за этим стоят Мефисто и Милена, обратилась за помощью к Флинту, которого нашёл её слуга Лорд Прунвелл. Впервые увидев Флинта, девушка не поверила, что этот маленький и хилый на вид парнишка, носящий меч в два раза больше его самого, может оказаться самым сильным охотником на пиратов. Впоследствии убедилась в том, что первое мнение ошибочно и прониклась к Флинту искренней симпатией. Пару раз попадает в плен к пиратам и приспешникам Мефисто откуда Флинт её спасает.
Мефисто (англ. Mefisto) — колдун неизвестной расы, пришедший из иного мира. Имеет в своём арсенале кучу магических ключей с помощью которых может трансформировать сущность самого человека или животного, убивая в нём все остальные чувства кроме жажды убийства, превращая тем самым в монстра.
Зеппо (англ. Zeppo) — пират, на которого охотился Флинт. Впоследствии становится его союзником. Был женат на Милене — королеве всех пиратов. Очень любит своих детей — Руби и Алберта. Его дочь, Руби, стремится быть во всём похожей на мать — властной, независимой и красивой. Хотя проводит большую часть времени с отцом. Его сын, Алберт, очень умный, но стеснительный. Его чересчур заумные монологи часто становятся провокаторами шуток в игре.
Белгар (англ. Belgar) — Загадочный телохранитель Леди Милены. Почти не разговаривает, а при виде Флинтa вообще становится нём, как рыба. Хранит ключевую тайну игры.
Барон Диаз (англ. Baron Diaz) — Ослеплённый жаждой власти, он заключил союз с Мефисто и пиратами, сместил короля, на его место посадил деревянную марионетку, и стал править страной почти единолично. У Барона есть дочь Наташа, которая даже и не подозревает о деяниях отца.

## Игровой процесс

### Экипировка
Геймплей Alundra 2 очень схож с геймплеем Vagrant Story — игра напоминает RPG: частичный вид сверху, прокачка оружия, магии и прочее. Сюжетные решения головоломок понадобятся по основному сюжету игры, а второстепенные для улучшения владения мечом (комбо-атак). Чем дальше игрок будет продвигаться по игре, тем больше движений будет осваивать Флинт. В отличие от традиционного RPG здесь нет прокачивания персонажа. Всё усиление персонажа происходит путём нахождения реликтов, а также экипировки. В игре также есть очень забавное, но очень трудное задание: чтобы получить новые комбо-удары, нужно будет приносить мастеру Джихану в деревню кусочки головоломки, именуемые в игре puzzle. В игре их ровно 60: какие-то спрятаны на видном месте, а какие-то спрятаны так, что придётся изрядно попотеть, выискивая этот пазл.

### Мини-игры
В своём путешествии Флинт побывает во множестве городов и деревень. Почти в каждом из них находится определённый сайд-квест и мини-игры. Последние особенно забавны и разнообразны: тут могут быть и бычьи скачки, и игра в догонялки от собак, и взрывоопасные цепные бомбы, и уворачивание от падающих горшков, и всевозможные аркадные игры и даже радиоуправляемые машинки. Во всё это не только интересно играть, но и очень полезно — в награду дают нужные и ценные предметы.
На одной мини-игре стоит остановиться. Называется она — дротики. Причём, эти самые дротики в магазине не купишь, Флинту придётся находить их в сундуках, либо выбивать из врагов. Набрав определённое их число, вы отправляетесь в хижину, где и практикуетесь в точности бросков. Происходит это так: по экрану с большой скоростью бегает курсор, а вы должны нажать кнопку так, чтобы он остановился на призовых очках. Процесс этот очень увлекательный и азартный. В награду игрок может получить множество призов — усиление магии, полезные кольца и т. п.

### Магия
В игре несколько видов магии. Вся она распределена на 4 стихии Земли: воздух, земля, вода и огонь. Есть как атакующая, так и вспомогательная. Для её использования нужно положить соответствующее кольцо стихии в карман, в котором три слота. У магии три вида использования (каждый вид прокачивается) — первое — вы можете выстрелить энергией с разными свойствами, к примеру заморозка врага, высасывание из него жизненной энергии или просто атака. Второе применение — это мощный вызов стихийного духа, сметающего всё на своём пути. И, наконец, третье — новые способности, например, вы сможете зависать в воздухе, плавать под водой и даже бегать по лаве. Кроме того, магия является важным элементом в решении головоломок.

## Музыка
Музыка чётко привязана к тому, что происходит на экране. Если игроку показывают смешную сцену — то будет играть забавная, весёлая мелодия. Если Флинт бродит по руинам — то будет проигрываться мистическая композиция, навевающая атмосферу былых цивилизаций. Если Флинт в уютной отдалённой деревеньке — тут же зазвучит приятная, успокаивающая композиция. В пиратской бухте играет своеобразный гимн пиратов. А если началась схватка с боссом, то здесь в самый раз боевая музыка!
Ключевые сценки в игре озвучены. Причём, английское озвучивание героев здесь блестящее. Актёры грамотно подобраны и играют правдоподобно. Также стоит отметить отличные звуковые эффекты: мощные взмахи мечом, смачные удары, забавные «гиканья» механических солдат, крики чаек и т. п.
Оригинальный саундтрек на диске выпущен не был.

## Дополнительно
В NTSC U/C и PAL версиях игры был вырезан японский опенинг, который в комичной форме рассказывает о том, как же Флинт оказался на летающем корабле.

## Оценки игры
| Сводный рейтинг    | Сводный рейтинг |
| Агрегатор          | Оценка          |
| ------------------ | --------------- |
| GameRankings       | 69,32 %         |
| Иноязычные издания |                 |
| Издание            | Оценка          |
| IGN                | 7,7/10          |